# Петавава (база Канадских вооружённых сил)
Гарнизон «Петава́ва» (англ. Garrison Petawawa) — база Канадских вооружённых сил, расположенная в Петававе, провинция Онтарио, Канада, база обслуживания 4-й Канадской дивизии.

## Географическое положение
БКВС Петавава расположена в долине Оттавы, точнее в графстве Ренфру, в 170 километрах к северо-западу от Оттавы. База примыкает к муниципалитету Петавава, но её территория в основном находится в муниципалитете Лореншиан-Хилс. Общая площадь базы — 300 км².

## История
БКВС Петавава ведёт свою историю с 1905, когда правительство купило у местных жителей 90 км² сельскохозяйственных земель и превратило их в военный полигон, получивший название лагерь Петавава (официально с 1951) из-за его близости к реке Петававе.
Ранее через этот район проходила дорога маттавы, которой пользовались французские исследователи. На месте базы раньше также располагалась небольшая колония немецких иммигрантов, которые немало сил вложили в постройку своего населённого пункта в этих диких и суровых местах. Некоторые топографические объекты до сих пор носят имена этих колонистов.
Летом 1905 в лагере уже базировалась Royal Canadian Horse and Garrison Artillery. Затем в 1906 инженеры Royal Canadian Engineers построили там хижины, конюшни и различные сооружения водопровода и газоснабжения; в том же году две батареи Royal Canadian Horse Artillery начали своё первое из многочисленных последующих перемещение из Кингстона в лагерь Петавава для летних тренировок. В 1907 было проведено несколько совместных тактических занятий Royal Canadian Dragoons, Royal Canadian Horse Artillery, Royal Canadian Engineers и Royal Canadian Regiment.
Первый полёт военного самолёта в Канаде произошёл в Петававе 31 июля 1909. При идеальных погодных условиях Д. А. Д. Маккерди и Ф. У. Болдуин совершили полёт на самолёте Сильвер Дарт в присутствии военных наблюдателей.
Во время Первой мировой войны, с декабря 1914 по май 1916 база служила концентрационным лагерем для 750 военнопленных немцев и австрийцев. В тот же период компанией Canada Car and Foundry были разработаны трёхдюймовые артиллерийские снаряды, которые также испытывались в лагере Петавава с применением российской артиллерии. Заключённые использовались для работы: они прокладывали просеки и добывали древесину для организации этих испытаний. С мая 1916 по 1918 в лагере Петавава было подготовлено 10 767 канадских пехотинцев и солдат для отправки на фронты Первой мировой войны.
В ходе Второй мировой войны в лагере было организовано три тренировочных центра (два артиллерийских и один инженерный). В сентябре 1942 в Петававе размещались 12 515 военнослужащих, а год спустя здесь тренировалось более 20 000 человек. Как и в предыдущую войну, на базе был открыт концентрационный лагерь под названием Лагерь № 33, где содержались 645 заключённых, большинство из которых представляли немцы.
В 1947, через два года после Второй мировой войны, возобновилась тренировка регулярных подразделений и войск Канадской армии, в 1948 в Петававе разместились Royal Canadian Dragoons и 1-й батальон Royal Canadian Regiment, а в 1951 лагерь получил постоянный статус лагеря и его название Лагерь Петавава стало официальным.
В последующие годы строительство продолжалось для размещения большего числа подразделений, школ и жилищ. Во время Корейской войны различные подразделения (2nd Royal Canadian Horse Artillery, 8th Hussars, Princess Patricia's Canadian Light Infantry и 1st Battalion, Royal Canadian Regiment) соединились в Петававе перед перемещением в США, а оттуда — в Корею.
После возвращения из Германии в 1959 в Петававе стала базироваться 2-я пехотная бригадная группа Канады, в 1966 переименованная во 2-ю боевую группу.
1 февраля 1968 вследствие объединения Канадских вооружённых сил лагерь Петавава был переименован в базу Канадских вооружённых сил (БКВС) Петавава и стал подчиняться Передвижному командованию, которое, впрочем, так и не было создано.
1 апреля 1977 2-я боевая группа была расформирована и объединена с Canadian Airborne Regiment в Special Service Force. В 1995 в рамках изменения структуры Канадских вооружённых сил это подразделение стало называться 2-й механизированной бригадной группой Канады.
В 2005 база отметила своё столетие: по этому случаю было проведено несколько праздничных мероприятий вместе с городом.

## Операции

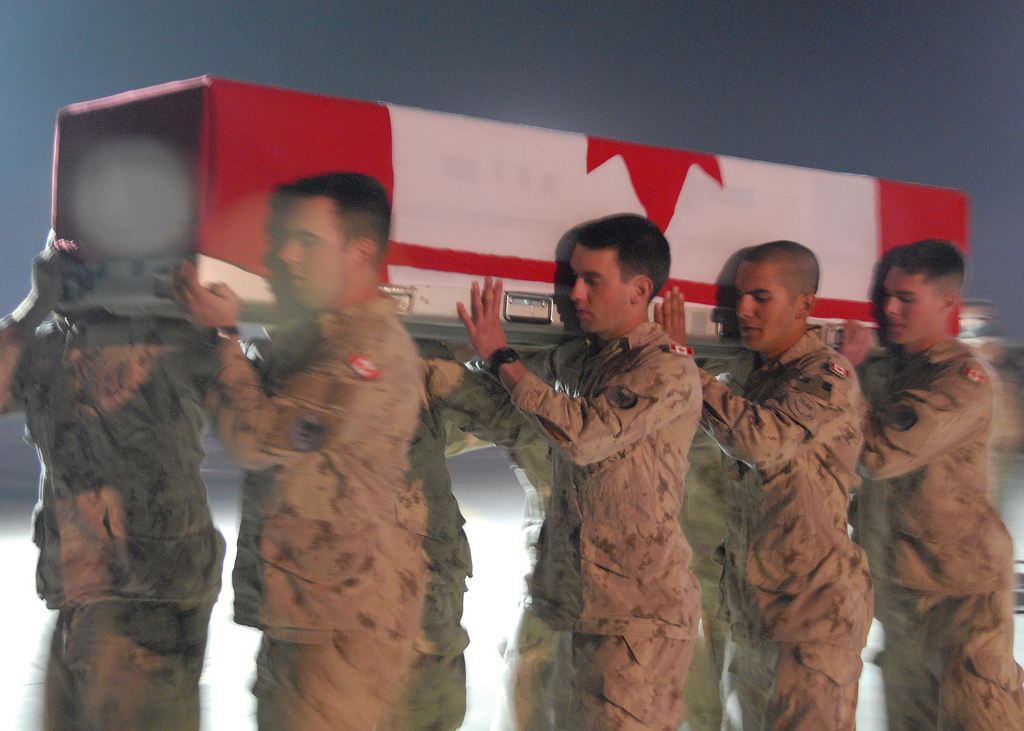
Канадский солдат с базы Петавава, погибший в бою в Афганистане и привезённый на родину

На базе Петавава работает 6100 человек, в том числе около 5100 военных 2-й окружной группы поддержки, 2-й механизированной бригадной группы Канады и других частей, размещённых на базе. Военнослужащие Петававы часто участвовали в операциях за границей, в том числе в Боснии в 1990-е гг. и в Афганистане. В 2006 солдаты тактической группировки 1-го батальона Королевского канадского полка (англ. 1st battalion, the Royal Canadian Regiment), размещённые в Петававе, участвовали в сражении при Панджауи, одной из самых кровопролитных боевых операций для Канады со времён Второй мировой войны, в ходе которой (операция Медуза) в июле и сентябре погибло 16 канадских солдат, 12 из которых — менее чем за 15 дней.

## Подразделения

### 2-я окружная группа поддержки
2-я окружная группа поддержки, или 2 ОГП (англ. 2 Area Support Group), созданная 4 февраля 1999, отвечает за БКВС Петавава и подразделения поддержки всей провинции Онтарио. В группу входят: БКВС Петавава, подразделения окружной поддержки Лондона, Норт-Бея и Торонто, 2-й служебный батальон, эскадрон войск связи 2 ОГП и 2-е подразделение военной полиции. Её штаб в 2006 перенесён из Торонто на БКВС Петавава.

### 2-я механизированная бригадная группа Канады
Во 2-ю механизированную бригадную группу Канады (2МБГК, англ. 2 Canadian Mechanized Brigade-Group) входят части регулярных сил Центрального округа сухопутных войск и одна часть Атлантического округа сухопутных войск (2-й батальон Королевского канадского полка).

#### 1-й батальон, The Royal Canadian Regiment
1-й батальон Королевского канадского полка — пехотное подразделение, базирующееся в Петававе под командованием 2-й механизированной бригадной группы Канады.

#### 3-й батальон, The Royal Canadian Regiment
3-й батальон Королевского канадского полка — подразделение лёгкой пехоты с ротой парашютистов. Находится под командованием 2-й механизированной бригадной группы Канады.

#### The Royal Canadian Dragoons
Королевские канадские драгуны (ККД) — один из трёх танковых полков Канадских вооружённых сил, созданный в 1883 одновременно с Королевским канадским полком. В настоящее время полк занимается танковой рекогносцировкой и в нём задействованы машины Coyote и Leopard 2A6M. Находится под командованием 2-й механизированной бригадной группы Канады.

#### 2-й полк, The Royal Canadian Horse Artillery
2-й полк Королевской канадской конной артиллерии — подразделение полевой артиллерии, образованное в 1950 в связи с войной в Корее, в настоящее время находится под командованием 2-й механизированной бригадной группы Канады.

#### 2-й военно-инженерный полк
2-й военно-инженерный полк (англ. 2 Combat Engineer Regiment) — подразделение военных инженеров в составе 2-й механизированной бригадной группы Канады. Оно разделено на три полевых эскадрона, один эскадрон поддержки и один административный эскадрон.

### Полк специального назначения Канады
Полк специального назначения Канады — полк сил специального назначения и лёгкой пехоты. Полк специализируется на специальной разведке, direct action, вертолётном десанте и военной дипломатии. Несмотря на то что полк размещается на базе Командования сухопутных войск Канадских вооружённых сил, он входит в структуру Командования сил специального назначения Канады.

### 427-я авиационная группа специального назначения
427-я авиационная группа специального назначения — авиационная группа, входящая в состав 1-й кингстонской авиационной бригады (тактические вертолёты) и выполняет две функции: поддержка деятельности Командования сил специального назначения Канады и его различных подразделений; и поддержка деятельности Центрального округа сухопутных войск. В качестве тактических вертолётов используются машины CH-146 Griffon.

### Центральный склад медицинского оборудования
Центральный склад медицинского оборудования является подразделением Санитарной службы Канадских вооружённых сил, размещённым на базе.